# Mathilde Franziska Anneke
Pour les articles homonymes, voir Anneke.
Mathilde Franziska Anneke, née Giesler  le 3 avril 1817 à Leveringhausen à Hiddinghausen, (aujourd'hui à Sprockhövel)et morte le 25 novembre 1884 à Milwaukee, Wisconsin est une féministe et figure de proue du mouvement des femmes américaines, socialiste et journaliste allemande.

## Biographie

### Bourgeoise catholique et écrivaine romantique en Westphalie (1817–1847)
Anneke est l'aînée de douze enfants du riche propriétaire foncier et minier Karl Giesler et de son épouse Elisabeth Hülswitt, originaire de Lüdinghausen. Elle est éduquée par des tuteurs privés et est élevée dans un univers catholique et conservateur. Selon ses contemporains, Anneke est instruite, jolie et d'une taille de 1,80 m, une figure imposante même en tant que jeune femme.
En 1820, la famille déménage à Blankenstein et en 1834 à Hattingen. La famille fait alors face à des difficultés financières à la suite d'un mauvais placement du père dans un projet de chemin de fer à charbon propulsé par des chevaux. À l'âge de 19 ans, Mathilde Franziska épouse en 1836 le négociant en vins de Mülheim Alfred Philipp Ferdinand von Tabouillot. Celui-ci reprend la dettes de ses parents en échange de sa main,,.
Le 27 novembre 1837, leur fille Johanna («Fanny») naît. En décembre 1837, Mathilde Franziska et sa fille quittent von Tabouillot en raison de son comportement violent et retournent vivre à Wesel chez ses parents pendant quelques années. Comme elle s'est mariée dans la province du Rhin, régie par le code civil français qui fut adopté au cours des guerres napoléoniennes, elle peut demander le divorce. La procédure de divorce dure de 1838 à 1840 et se conclut par sa responsabilité dans l'échec du mariage. Elle est cependant autorisée à reprendre son nom de jeune fille et à avoir la garde de sa fille. Mathilde Franziska et sa fille reçoivent une pension alimentaire de 8 thalers par mois pendant un an, ce qu'elle n'a elle-même pas jugé suffisant. 
De 1839 à 1844, elle vit à Münster, où elle travaille comme écrivaine et fait rapidement partie du cercle d'Annette von Droste-Hülshoff. Pendant ce temps, elle essaye de trouver du réconfort dans la foi catholique et publie deux livres de prières pour femmes. 
Mais après cela, elle se détourne de l'enseignement de l'Église comme le montre l'un des livres de prières qu'elle écrit: Von Göttern, die der Mensch in seiner Not erschuf (Des dieux que l'homme a créés dans son besoin). Son déménagement à Cologne montre qu'elle s'intéresse désormais à la philosophie . L'auteure initialement adepte des écrits de la période artistique du Biedermeier, liée à la Restauration allemande, adopte désormais des idées politiquement et socialement radicales.
En 1840, elle publie un volume de poésie qui contient non seulement ses œuvres mais aussi celles de Ferdinand Freiligrath, Nikolaus Lenau, Lord Byron et Annette von Droste-Hülshoff. En outre, elle commence également à travailler comme journaliste, notamment pour le Kölnische Zeitung et l'Allgemeine Zeitung, qui parait à Augsbourg et est probablement le journal de langue allemande le plus connu à l'époque, pour lequel Heinrich Heine a également écrit.

### Militante socialiste révolutionnaire à Cologne (1847–1849)
Au cours de réunions de l'association démocratique à Minden, Anneke rencontre son futur mari, le lieutenant d'artillerie Fritz Anneke (de), qui est alors en poste à Münster et qui fut déshonoré puis renvoyé de l'armée prussienne en 1846 pour avoir refusé de se battre en duel et s’intéresser au socialisme. Elle y fait la connaissance du jeune étudiant Friedrich Hammacher, qui devient plus tard l'un des leaders économiques les plus importants de la région de la Ruhr, et de sa femme, avec qui elle entretient une correspondance soutenue lorsqu'elle émigre aux États-Unis. 
Le 3 juin 1847, elle épouse Fritz Anneke dans l'église protestante de Neuwied (les Annecke sont une famille protestante de la région de Quedlinbourg dans la Saxe-Anhalt) et le couple s'installe à Cologne. Là, ils forment un cercle d'intellectuels communistes qui devient plus tard l'association des travailleurs de Cologne. Par le biais de son mari, Anneke entre en contact avec la vie politique. Elle rencontre Karl Marx et Friedrich Engels ainsi que Ferdinand Freiligrath, Carl Schurz, Gottfried Kinkel, Georg Herwegh,et Ferdinand Lassalle. Les Anneke sont des amis proches de Moses Hess, qui deviendra plus tard le père du sionisme politique.
Lorsque Fritz Anneke est arrêté le 3 juillet 1848, Mathilde est alors la seule rédactrice en chef du  journal Neue Kölnische Zeitung (la Nouvelle Gazette de Cologne) à Cologne, dont la première édition paraît le 10 septembre, mais le journal est rapidement victime de la censure. Anneke continue alors sous un nouveau titre, Frauen zeitung (le journal des femmes), qui est le premier journal féministe allemand et dont la première édition est le 27 septembre 1848. Elle y publie un traité Das Weib im Conflict mit den socialen Verhältnissen (La femme en conflit avec les conditions sociales) en soutien de la féministe Louise Aston où elle dénonce la suppression du rôle des femmes,. Sa publication est suspendue dès la troisième édition. Lorsque Karl Marx est expulsé de Cologne en 1849 et que son journal Neue Rheinische Zeitung est interdit, il recommande à ses lecteurs, dans sa dernière édition, de lire la publication d'Anneke. 
Anneke a donné naissance à son fils Fritz le 21 juillet 1848. Le 23 décembre 1848, son mari fut acquitté lors d'un procès sensationnel à Berlin.

### Officier d'ordonnance dans la campagne pour la Constitution du Reich
Pendant la campagne pour la Constitution du Reich en 1849 dans le Palatinat et à Bade, Fritz Anneke commanda l'artillerie de l'Armée populaire du Palatinat, une force d'environ 1200 hommes. L'adjudant d'Anneke est le jeune Carl Schurz. Schurz et d'autres témoins sont admiratifs d'Anneke, qui participe aux combats en tant qu'ordonnance et courrier de son mari. Elle publie ensuite un livre, Memoiren einer Frau aus dem badisch-pfälzischen Fe ldzüge sur ses expériences dans la campagne du Bade et du Palatinat. Les Anneke étaient proches d'officiers socialistes de la Volkswehr tels que Gustav Struve, Wilhelm Liebknecht et Friedrich Engels sont brièvement arrêtés avec eux par le gouvernement révolutionnaire de Bade parce qu'ils rejetaient un compromis avec les Prussiens. Lorsque les troupes prussiennes prennent la forteresse de Rastatt le 23 juillet 1849, le couple s'enfuit en Suisse via Strasbourg, où ils trouvent refuge avec leur vieil ami de Cologne, Moses Hess. En octobre 1849, ils émigrent aux États-Unis en embarquant depuis Le Havre en compagnie d'autres Quarante-huitards,.

### Suffragette et activiste abolitionniste (États-Unis, 1849–1884)
En novembre 1849, ils débarquent à New York. En mars 1850, le couple Anneke s'installe à Milwaukee. Ils gagnent leur vie en donnant des conférences sur la politique et la littérature allemandes. De plus, Mathilde Franziska devient correspondante de journaux allemands aux USA et en Allemagne. Comme son mari Fritz, elle écrit pour le plus important journal de langue allemande de l'époque, l'Augsburger Allgemeine. Le 20 août 1850, leur fils Percy Shelley nait.  
En 1851, Anneke fait venir sa mère et ses deux sœurs, Johanna et Maria à Milwaukee. Le 1er avril 1852, la première édition de son journal féministe de langue allemande, Deutsche Frauen-Zeitung, paraît à Milwaukee. Ce journal est le premier journal féministe à être publié par une femme aux États-unis, et suscite le mépris et le ridicule de presque toute la presse de langue allemande en raison de ses prises de position mais attire l'attention d'Elizabeth Cady Stanton et Susan B. Anthony et collabore avec elles. Anneke y publie des traductions d'articles de suffragistes américaines et a réimprimé une partie de ses propres œuvres.  
À l'automne 1852, la famille déménage à Newark dans l'État du New Jersey. Le 6 décembre 1853, Anneke apparaît pour la première fois devant une congrégation de femmes américaines à New York. Pendant cette période, elle prend également contact avec le mouvement américain des droits des femmes. Lors de leur congrès à New York en 1853, elle prononce un discours enflammé contre la prohibition, le nationalisme, le cléricalisme et l'inégalité des sexes. Très vite, elle commence à lutter contre l'esclavage par le biais d'articles dans les médias de langue allemande et soutient les abolitionnistes. Son journal attire 2000 abonnements mais elle doit cependant arrêter en 1855 après 6 numéros en raison de problèmes de santé et de responsabilités familiales,.  
Le 5 décembre 1855, elle accouche de jumeaux, Herta et Irla. Le 6 mars 1858, deux de ses enfants, Fritz et Irla, meurent de la variole. Le père avait refusé de faire vacciner sa famille et la perte des enfants crée une source de tension significative au sein du couple.
En mai 1858, la famille retourne à Milwaukee. Fritz Anneke repart pour l'Europe en mai 1859. Le 21 juin 1860, Mathilde Franziska le rejoint en Suisse pour couvrir l'insurrection italienne menée par Garibaldi. Les socialistes Ferdinand Lassalle et Sophie von Hatzfeldt rencontrent Anneke à Zurich pendant l'été 1861.
Lorsque son mari retourne aux États-Unis le 23 septembre 1861 pour se battre dans la guerre civile aux côtés des troupes unionistes, le couple se sépare mais ne divorce pas officiellement. Jusqu'à son retour aux États-Unis, Anneke travaille comme journaliste et soutient Mary Booth dans son travail. En juillet ou août 1865, une fois la guerre de sécession terminée, Anneke retourne à Milwaukee. À peine quatre semaines plus tard, elle fonde et son amie Cecilia Kapp le Milwaukee-Töchter-Institut (Institut des filles de Milwaukee). Cette école de filles dispense tous ses cours en allemand et reste ouverte pendant 18 ans.
Sa mère meurt en décembre 1865. En 1869, Anneke cofonde la Wisconsin Woman Suffrage Association. Pour cette association, elle représente le Wisconsin à plusieurs congrès de la National Woman Suffrage Association et est la première élue vice-présidente de cette association.
Son mari meurt à Chicago le 6 décembre 1872. À la suite d'un accident en juillet 1876, sa main droite est paralysée la forçant à tout dicter. L'automne suivant, sa fille aînée, Fanny, meurt. Le 5 juin 1880, Mathilde Franziska fait sa dernière apparition publique et donne un discours très médiatisé au congrès des femmes de Milwaukee.
Mathilde Franziska Anneke meurt à Milwaukee à l'âge de 67 ans. Lors des funérailles, Charles Hermann Boppe fait un éloge émouvant. Sa tombe se trouve au Forest Home Cemetery, section 15, bloc 3, lot 2.

## Œuvres
- Damen Almanach. August Prinz, Wesel 1842. Digitalisat Archive.org
- Das Weib im Conflict mit den socialen Verhältnissen (La femme en conflit avec les conditions sociales) (1847)[25]
- Das Geisterhaus in New-York. Ein Roman. Hermann Constable, Jena 1864. MDZ Reader

## Hommage
Une sculpture de Mathilde Anneke est installée dans la tour de l'hôtel de ville de Cologne.

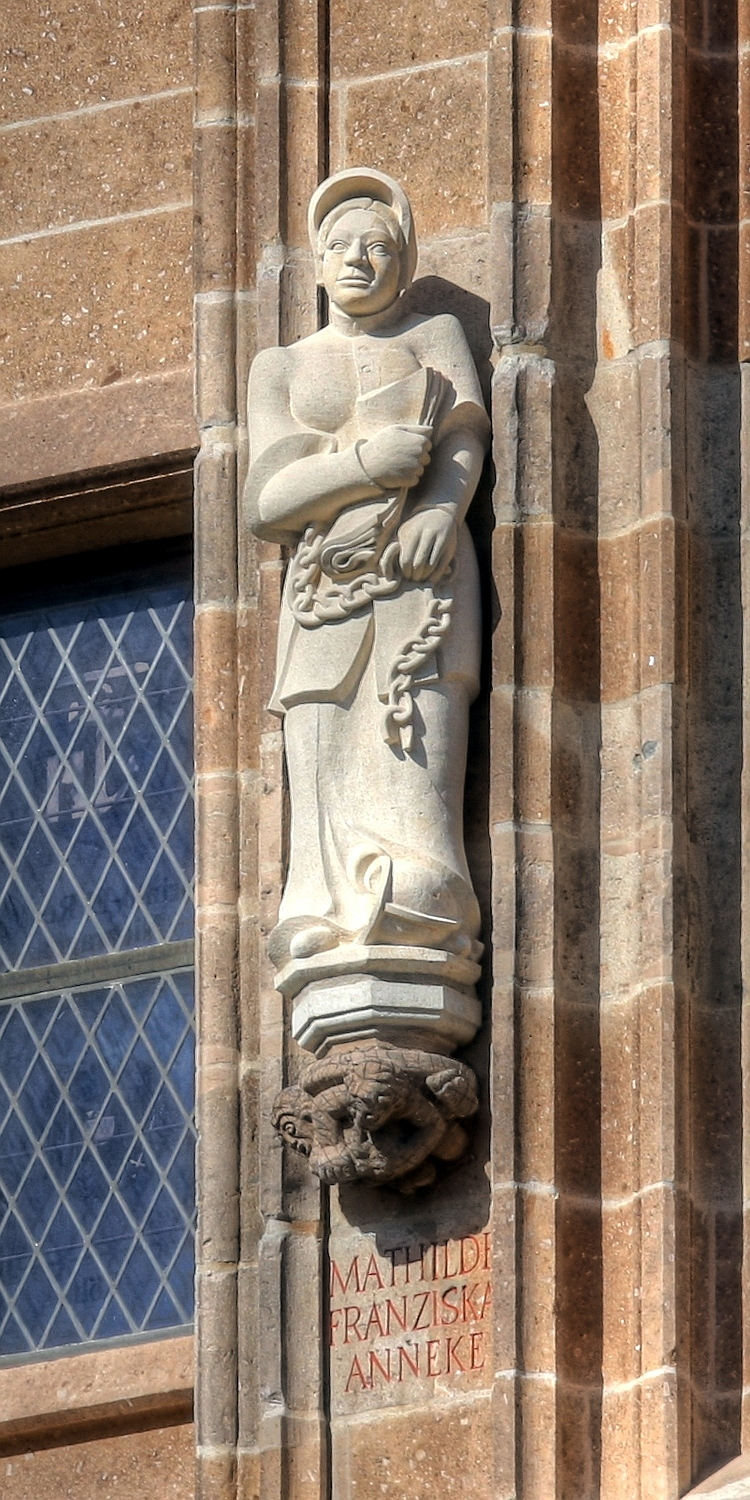
Sculpture dans la tour de l'hôtel de ville de Cologne

Depuis 2010, les villes de Hattingen et Sprockhövel décernent le Prix Anneke (de) pour «travaux exceptionnels pour les droits des femmes».
De nombreuses rues portent le nom d'Anneke à Cologne, Münster, Milwaukee.